# Macallan
The Macallan Distillery je skotská palírna společnosti The Edrington Group nacházející se ve městě Craigellachie poblíž Aberlouru v hrabství Morayshire, jež vyrábí skotskou sladovou whisky.

## Historie
Palírna byla založena v roce 1824 Alexandrem Reidem. Tuto palírnu poprvé přestavěl v roce 1892 Roderick Kemp. Palírna je v držení rodiny Kempových až do roku 1996 a akciovou společností se stala v 1968. Palírna má od roku 1975 jednadvacet destilačních kotlů. Produkuje whisky značky Macallan, což je 12letá whisky s obsahem alkoholu 40 %. Část produkce se používá do míchaných whisek Famous Grouse, Cutty Sark, J&B, Chivas Regal, Lang's Supreme, Ballantine's a Long John. Tato whisky má ohromující chuťovou bohatost s bohatým nasládlým charakterem. Od události v roce 1995, kdy byla z jednoho vraku vylovena láhev whisky Macallan z roku 1874, začala palírna vyrábět produkt s názvem Replica.

## Galerie

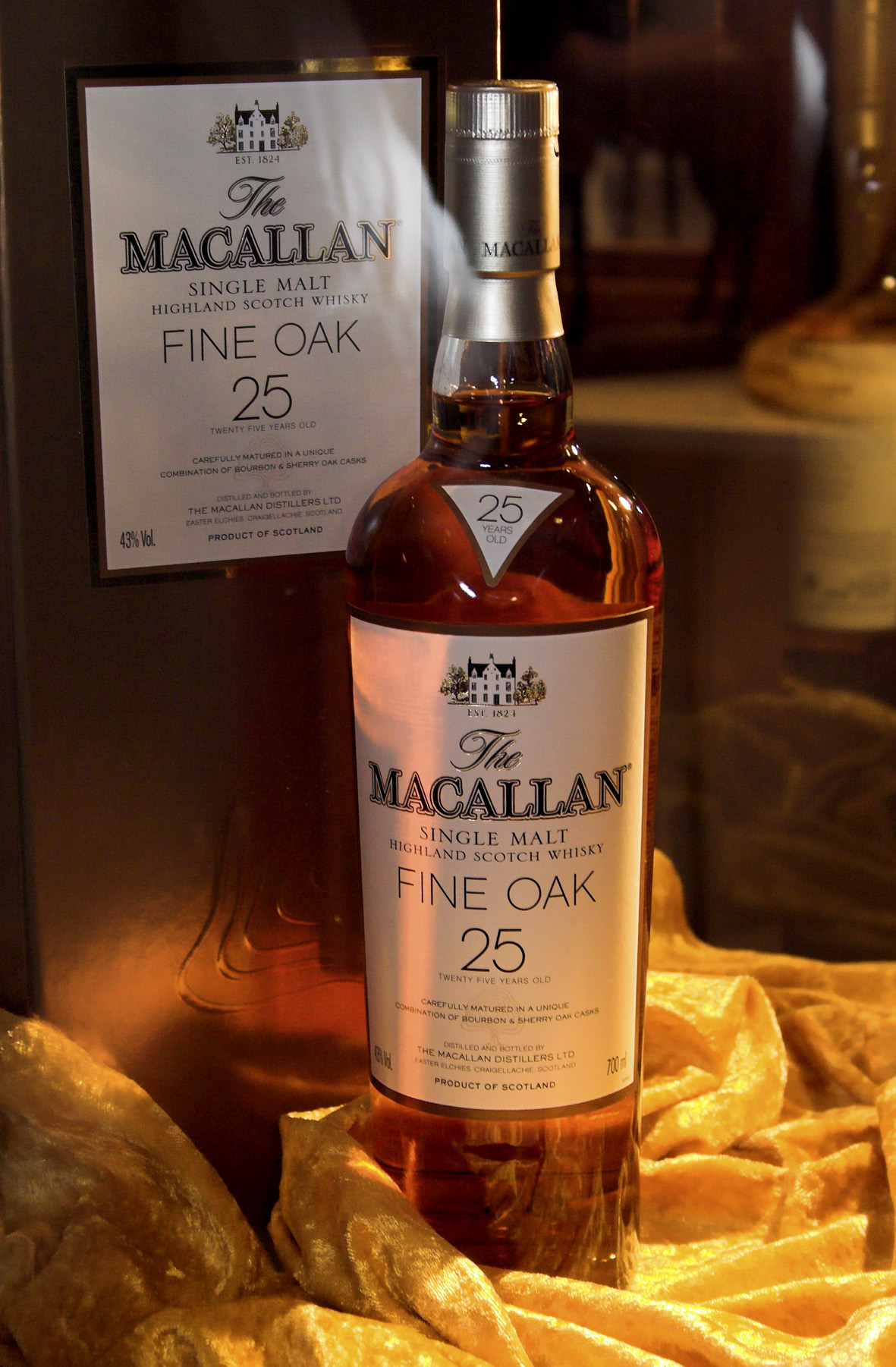
The Macallan 25letá Fine Oak 43%